# 保羅·阿方索瀑布
保羅·阿方索瀑布（葡萄牙語：Cachoeira de Paulo Afonso），是南美洲国家巴西境内的一組大型瀑布，位于聖弗朗西斯科河流域内。靠近巴伊亞州保羅·阿方索城，與阿拉戈斯州德尔米鲁戈韦亚相鄰。瀑布高達80公尺，可為保羅·阿方索水力發電廠的發電廠供水。

## 地理概况
保羅·阿方索瀑布位于巴西东北部的聖弗朗西斯科河流域，巴伊亞州與阿拉戈斯州交界处，距离大西洋约300公里，该河流在瀑布以下的流域均为下游，该瀑布群由一系列層疊的瀑布組成，瀑布總落差为84公尺，宽约20公尺，平均流量约为每秒3,000立方公尺，瀑布周遭植被多为热带雨林:1287-1288。圣弗朗西斯科河流域内地下水及地表水的减少在一定程度上影响了瀑布的流量。

## 历史
巴西学者已经在保羅·阿方索瀑布附近发现了保存文物和繪畫的史前考古遗址:21-28。1859年10月，巴西帝国皇帝佩德羅二世曾經造訪過這座瀑布。19世纪的诗人卡斯特罗·阿尔维斯也曾发表过以该瀑布命名的诗集。
1911年，商人德爾米羅·奧古斯托·達·克魯斯·古維亞為了向自家工寮及線路廠供電，開始主持建造一座水力發電廠，並將其命名為安吉基尼奧水力發電廠。該水力發電廠於1913年落成，並於1957年出售給聖弗朗西斯科水力發電公司，後於1960年停止運作。2006年，阿拉戈斯州政府將其設施列入州级文物名录:23。1955年以后，由官方修筑的保羅·阿方索水力發電廠各级电站相继投入营运，取代了安吉基尼奧水力發電廠。
1948年11月24日，巴西政府以该瀑布为中心设立了同名的国家公园，但於1969年解散。